# Восточная Нюба
Восточная Нюба — река в России, протекает по Архангельской области. Сливаясь в устье с рекой Северная Нюба образует реку Нюба. Длина реки составляет 23 км.
Берёт начало из болота на высоте 155 м. Высота устья — 84 м.

## Данные водного реестра
По данным государственного водного реестра России относится к Двинско-Печорскому бассейновому округу, водохозяйственный участок реки — Вычегда от города Сыктывкар и до устья, речной подбассейн реки — Вычегда. Речной бассейн реки — Северная Двина.
Код объекта в государственном водном реестре — 03020200212103000025126.